# جويفة لتكنولوجيا الزيت
جويفة لتكنولوجيا الزيت (جوت) هي شركة خدمات بترولية ليبية مملوكة للدولة تقدم كيماويات حقول النفط ومعدات الحفر. تأسست شركة جوت في عام 1983 ومسجلة تحت رقم. 7102 كشركة خدمات مملوكة للمؤسسة الوطنية للنفط (NOC).